# Stefan Bissegger
Stefan Bissegger (ur. 13 września 1998 w Weinfelden) – szwajcarski kolarz szosowy i torowy.

## Osiągnięcia

### Kolarstwo szosowe
Opracowano na podstawie:

2015
- 1. miejsce na 3. etapie Tour du Pays de Vaud
- 2. miejsce w mistrzostwach Szwajcarii juniorów (start wspólny)

2016
- 1. miejsce w Junioren Driedaagse van Axel
  - 1. miejsce w klasyfikacji punktowej
  - 1. miejsce na 2. i 4. etapie
- 1. miejsce w prologu Tour du Pays de Vaud
- 2. miejsce w mistrzostwach Szwajcarii juniorów (start wspólny)

2018
- 1. miejsce w mistrzostwach Szwajcarii U23 (jazda indywidualna na czas)

2019
- 1. miejsce w klasyfikacji punktowej New Zealand Cycle Classic
  - 1. miejsce na 2. etapie
- 1. miejsce na 2. etapie Tour du Jura
- 1. miejsce na 1. etapie Tour de l’Ain
- 2. miejsce w Grand Prix Priessnitz spa
  - 1. miejsce w klasyfikacji punktowej
  - 1. miejsce na 1. etapie
- 1. miejsce w mistrzostwach Szwajcarii U23 (jazda indywidualna na czas)
- 3. miejsce w mistrzostwach Europy U23 (jazda indywidualna na czas)
- 1. miejsce na 2. (jazda drużynowa na czas) i 6. etapie Tour de l’Avenir
- 2. miejsce w mistrzostwach świata U23 (start wspólny)

2020
- 3. miejsce w mistrzostwach Szwajcarii (jazda indywidualna na czas)
- 2. miejsce w mistrzostwach Europy U23 (jazda indywidualna na czas)
- 2. miejsce w mistrzostwach Europy (mieszana jazda drużynowa na czas)

2021
- 1. miejsce na 3. etapie Paryż-Nicea
- 1. miejsce w klasyfikacji punktowej Tour de Suisse
  - 1. miejsce na 4. etapie
- 1. miejsce na 2. etapie Benelux Tour (jazda indywidualna na czas)

2022
- 1. miejsce na 3. etapie UAE Tour
- 1. miejsce w mistrzostwach Europy (jazda indywidualna na czas)
- 1. miejsce w mistrzostwach świata (mieszana jazda drużynowa na czas)

### Kolarstwo torowe
Opracowano na podstawie:
2015
- 2. miejsce w mistrzostwach świata juniorów (wyścig drużynowy na dochodzenie)

2016
- 1. miejsce w mistrzostwach świata juniorów (wyścig drużynowy na dochodzenie)

2018
- 2. miejsce w mistrzostwach Europy (wyścig drużynowy na dochodzenie)
- 3. miejsce w mistrzostwach Europy U23 (wyścig indywidualny na dochodzenie)
- 2. miejsce w mistrzostwach Europy U23 (wyścig drużynowy na dochodzenie)

## Rankingi

### Kolarstwo szosowe
| Rok             | 2018  | 2019 | 2020 | 2021 | 2022 | 2023 | 2024 |
| --------------- | ----- | ---- | ---- | ---- | ---- | ---- | ---- |
| World Ranking   | 1376. | 204. | 185. | 127. | 196. | 219. | 190. |
| UCI Europe Tour | 1085. | 170. | 152. | 108. | 159. | -    | -    |
|                 |       |      |      |      |      |      |      |
| Źródło: UCI     |       |      |      |      |      |      |      |